# Памятник Тарасу Шевченко (Кременец)
Памятник Тарасу Шевченко в Кременце (укр. Пам'ятник Тарасові Шевченку) — памятник украинскому поэту Тарасу Григорьевичу Шевченко в городе Кременец, Тернопольская область.
Памятник монументального искусства местного значения, охранный номер 1372.
Установлен в 1995 году в городском парке в центре города на одноименной улице. Скульптор — Яков Чайка, архитектор — В. Федорчук.
Скульптура из чеканной меди высотой 3,5 м, постамент высотой 1,4 м — бетон и гранит.
В городе есть также второй памятник Кобзарю на территории Кременецкой областной гуманитарно-педагогической академии имени Тараса Шевченко.